# Heinrich Viskule IV.
Heinrich Viskule IV. (lateinisch Henricus) auch Hinrik und Viscule (* nach 1358; † laut Büttner 1438, laut Grabinschrift 1439) war ein Ratsherr und Bürgermeister der Hansestadt Lüneburg.

## Leben

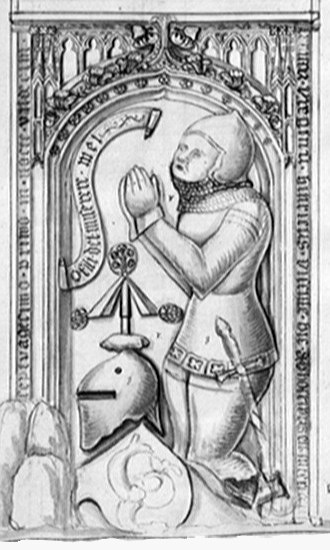
Detail einer Grafik vom Epitaph für Heinrichs Vater Heinrich Viskule III. (1371 als Bürgermeister gefallen), in Gebhardis Collectanea, 1762, in der linken unteren Ecke dargestellt das redende Wappen (wegen „Viskule=Fischkuhle“, deshalb heute noch Markenzeichen vom Handelskontor Viscvle in Lüneburg): drei im Dreipass so angeordnete Fische, dass sie sich in der Schildmitte den Kopf teilen.

Viskule entstammte dem alten Lüneburger Patriziergeschlecht Viskule, einem ab dem 13. Jahrhundert führenden Ratsgeschlecht, das 1552 ausstarb und dem der große Viskulenhof am Lüneburger Hafen gehörte.
Seit 1384 ist Heinrich Viskule IV. als Lüneburger Ratsherr nachzuweisen, seit 1398 als Bürgermeister (unter anderem 1412). Außerdem wird er als Ritter erwähnt. Dem regierenden Rat gehörte er letztmals im Jahr 1431 an. Im Jahr 1393 begründete er einen Barbara-Altar in der Nikolaikapelle in der Südwestecke des Turms von St. Johannis neu erbauter Kapelle. Im Jahr 1420 stiftete er eine Vikarie am Petrus- und Georgius-Altar in St. Nicolai.  Er ging gemeinsam mit Dietrich, seit 1403 im Rat zu Lüneburg, als Gesandter zum Konstanzer Konzil. 1412 vertrat Heinrich die Stadt bei einem Hansetag in Lüneburg.
Heinrich wurde von Herzog Friedrich I. von Braunschweig gefangen genommen und musste sich mit einer großen Summe Geld 1388 befreien.
Am 28. März 1412 wurde er erwähnt, als er dem Abt Ulrich und dem Konvent des Klosters St. Michaelis zu Lüneburg, einen Hof in Rottorf verkauft.
Am 1. August 1388 vereinbarte der Rat der Stadt Lüneburg (radmanne der stad Luneborg) sich mit mehreren Äbten und anderen Personen wegen des Lüneburger Salzwerkes, dabei Hartwich Apenborg, einige Ratsherren vor Hinrik Viscule.
In dem historischen Roman „Der Sülfmeister“ von Julius Wolff spielt Heinrich Viskule eine maßgebliche Rolle.

## Familie
Im Lüneburger Erbfolgekrieg versuchte Herzog Magnus II. Torquatus in der „Ursulanacht“, der Nacht des 20. auf den 21. Oktober 1371, sich der Stadt Lüneburg mit etwa 800 Rittern und Knappen mit Gewalt zu bemächtigen: Nach Überwindung der Stadtmauern wollte er sich dort in die angestammten Rechte als Fürst von Lüneburg einsetzen. Diese Unternehmung scheiterte: Die von der Lüneburger Bürgerwehr gefangengenommenen herzoglichen Männer, die in die Stadt eingedrungen waren, wurden zum Teil des Raubrittertums und der Straßenräuberei angeklagt. Etwa 300 wurden durch Enthauptung hingerichtet, etwa 400 mussten Schatzung zahlen und sich mit bedeutenden Summen lösen. Insgesamt rund 20.000 Mark soll das Lösegeld betragen haben. Bei diesem Kampf starben mehrere Lüneburger Ratsherren und der Bürgermeister zu dieser Zeit, Heinrich Viskule III., Vater von Heinrich IV. Die Mutter von Heinrich IV. war Alheid Edeber.
Heinrich war in erster Ehe mit Ermengard Gerwinus verheiratet († 1393), in zweiter Ehe heiratete er 1400 Beata Abbenburg auch Abbenborg († 1446), Tochter des Lüneburger Ratsherrn und Richters Hartwig Abbenburg, die zum Zeitpunkt der Hochzeit höchstens 14 Jahre alt war. Als Hartwig sein Testament machte, setzte er unter anderem Heinrich, welcher später Hartwigs Tochter Beata heiratete, als Vollstrecker ein. Eine nähere Verwandtschaft oder Verschwägerung zwischen Erblasser und Vollstrecker kann nicht nachgewiesen werden, sodass eine persönliche Beziehung, oder gar eine Freundschaft anzunehmen ist. Unklar ist jedoch, ob die Ehe 1396 bereits verabredet oder sich als postume Folge der Freundschaft zum Brautvater entwickelt hat. Beata war die Tante des Ratsherrn und späteren Bürgermeisters Hartwig I. Schomaker († 1476).
Heinrich und Beata hatten neun Kinder:
1. Alheid heiratete 1398 Johann von der Wöhlen, welcher im Rat tätig war.
2. Elisabeth heiratete Dietrich (Thiderici) von Grabow.
3. Heinrich VI. (Henricus) kaufte 1419 ein Burglehen in Bleckede und war 1423 "mit einer desperaten Krankheit beladen". Er heiratete 1406 Beke von Bolßen. Sie hatten zwei Kinder.
4. Heinrich VII. (Henricus) (* nach 1412; † 1461) lässt 1445 Hermannum Kornerum eine Lüneburgische Chronik verfassen. Er war 1446 Ratsherr in Lüneburg und erlebte 1454 den Lüneburger Prälatenkrieg, weshalb er große Schulden hatte und sein Haus verkaufen musste. Er heiratete in erster Ehe Beke Hogheherten und in zweiter Ehe Lücke von Gampleuen, die noch 1461 lebte. Er hatte neun Kinder.
5. Barbara, die 1437 starb, heiratete 1412 Henrici Knighen.
6. Nikolaus II.
7. Johannes starb 1441 in Hildesheim.
8. Hartwich heiratete Anna Prawest.
9. Und Alheid, welche 1439 starb, heiratete Hanfii von Abbenborg.

Die Grabplatte von Heinrich und seiner Ehefrau in St. Johannis ist nicht mehr erhalten, jedoch soll sie folgende Inschrift enthalten haben: „Anno Domini 1439 in sunte bartholomei avende starff her Hinrick Visckulen Ridder und Borgermeister tho luneborg“. Die Bezeichnung „Ridder“ (Ritter) erscheint nach der Historikerin Sabine Wehking für ein Mitglied einer Lüneburger Ratsfamilie ungewöhnlich. Die Inschrift seiner Ehefrau soll so gewesen sein: „Anno Domini 1446 im goden dingesdage starff Bea sin hußfruw“.

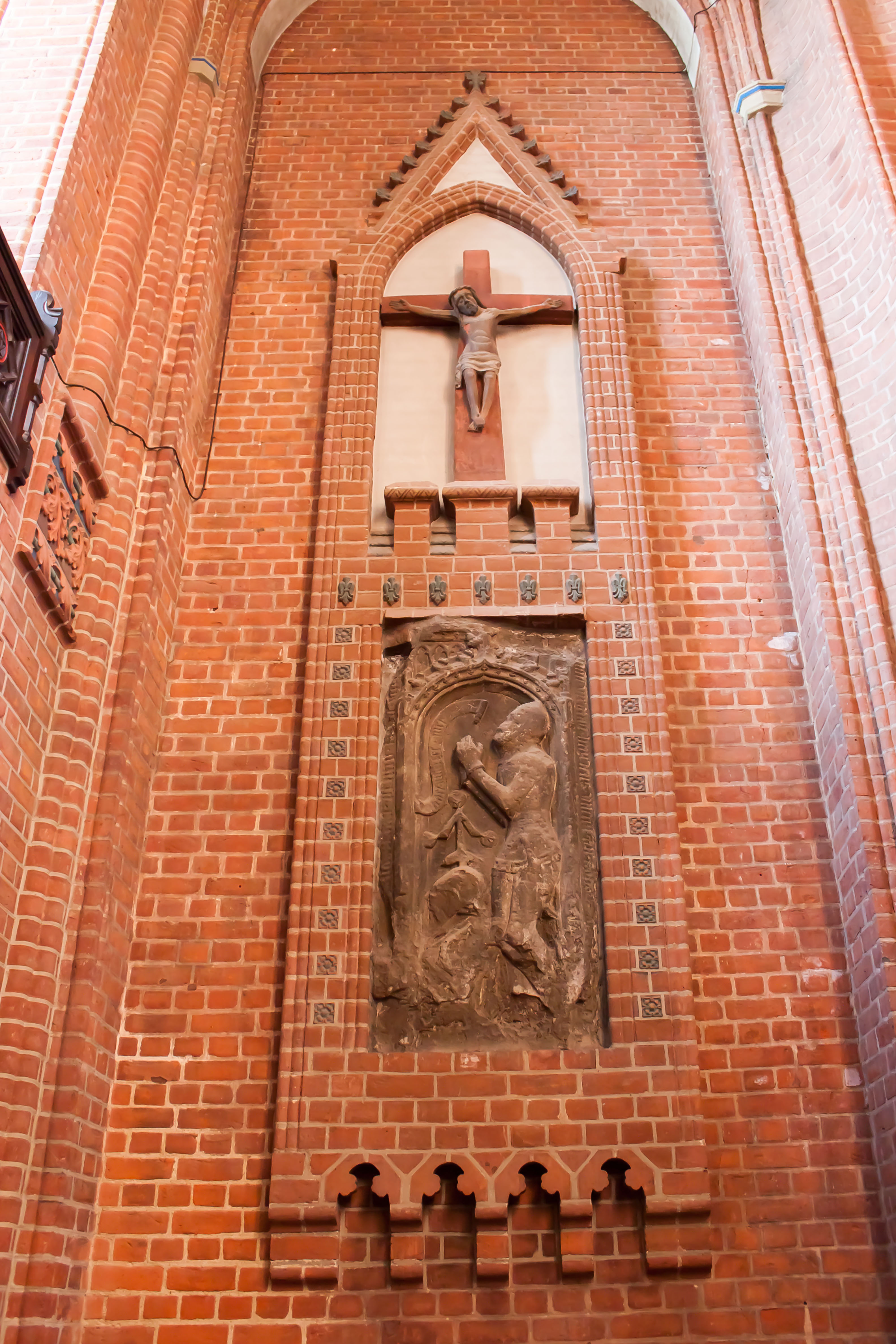
Epitaph für Heinrichs Vater, Heinrich Viskule III.

Das Epitaph (Gedenkstein) für Heinrichs Vater Heinrich Viskule III., das ihn in voller Rüstung mit seinem redenden Familienwappen (drei Fische im Schild) zeigt, ist heute noch erhalten: das ihn darstellende Unterteil befindet sich heute in der Lüneburger St.-Nikolai-Kirche (im südlichen Seitenschiff, Westende) eingemauert.